# Cmentarz wojenny nr 162 – Tuchów
Cmentarz wojenny nr 162 w Tuchowie – austriacki cmentarz z I wojny światowej.
Cmentarz został założony w II poł. XIX w. na stromym zboczu nad torami kolejowymi linii Krynica-Tarnów, na zachód od rynku, przy lokalnej drodze z Tuchowa do Mesznej Opackiej (obecnie ul. Jana II Sobieskiego). Zajmuje obszar 0,4 hektara, obecnie nie jest ogrodzony i nie ma na nim nagrobków.
Zaprojektowany przez niemieckiego architekta Heinricha Scholza jako wojskowa kwatera na cmentarzu żydowskim. Pochowano na nim 3 żołnierzy austro-węgierskich i 1 rosyjskiego, wyznania mojżeszowego poległych podczas walk w grudniu 1914 r. Cmentarz stanowiły cztery mogiły, na których umieszczono kamienne macewy z gwiazdą Dawida. Podczas drugiej wojny światowej na cmentarzu chowano ofiary nazistowskich egzekucji. Spoczywają tu między innymi osoby zamordowane w grudniu 1939. W czasie II wojny światowej nekropolia została doszczętnie zniszczona przez niemieckich faszystów. Cmentarz obecnie jest zdewastowany.
7 grudnia 2021 roku przed cmentarzem odsłonięto tablicę informacyjną ufundowana przez Tradycyjny Oddział C. i K. Regimentu Artylerii Fortecznej No. 2 barona Edwarda von Beschi - Twierdza Kraków. 